# The Comfort of Strangers
The Comfort of Strangers is een Britse thriller uit 1990. De film werd geregisseerd door Paul Schrader en is gebaseerd op het gelijknamige boek (1981) van Ian McEwan. De film speelt zich af in Venetië, terwijl het verhaal in het boek zich afspeelt in een onbenoemde havenstad.

## Rolverdeling
| Acteur             | Personage |
| ------------------ | --------- |
| Rupert Everett     | Colin     |
| Helen Mirren       | Caroline  |
| Christopher Walken | Robert    |
| Natasha Richardson | Mary      |
| David Ford         |           |
| Daniel Franco      |           |
| Manfredi Aliquo    |           |